# Ferrari F399
Der Ferrari F399 war ein Formel-1-Rennwagen, den die Scuderia Ferrari 1999 in der Formel-1-Weltmeisterschaft einsetzte.

## Technik und Entwicklung

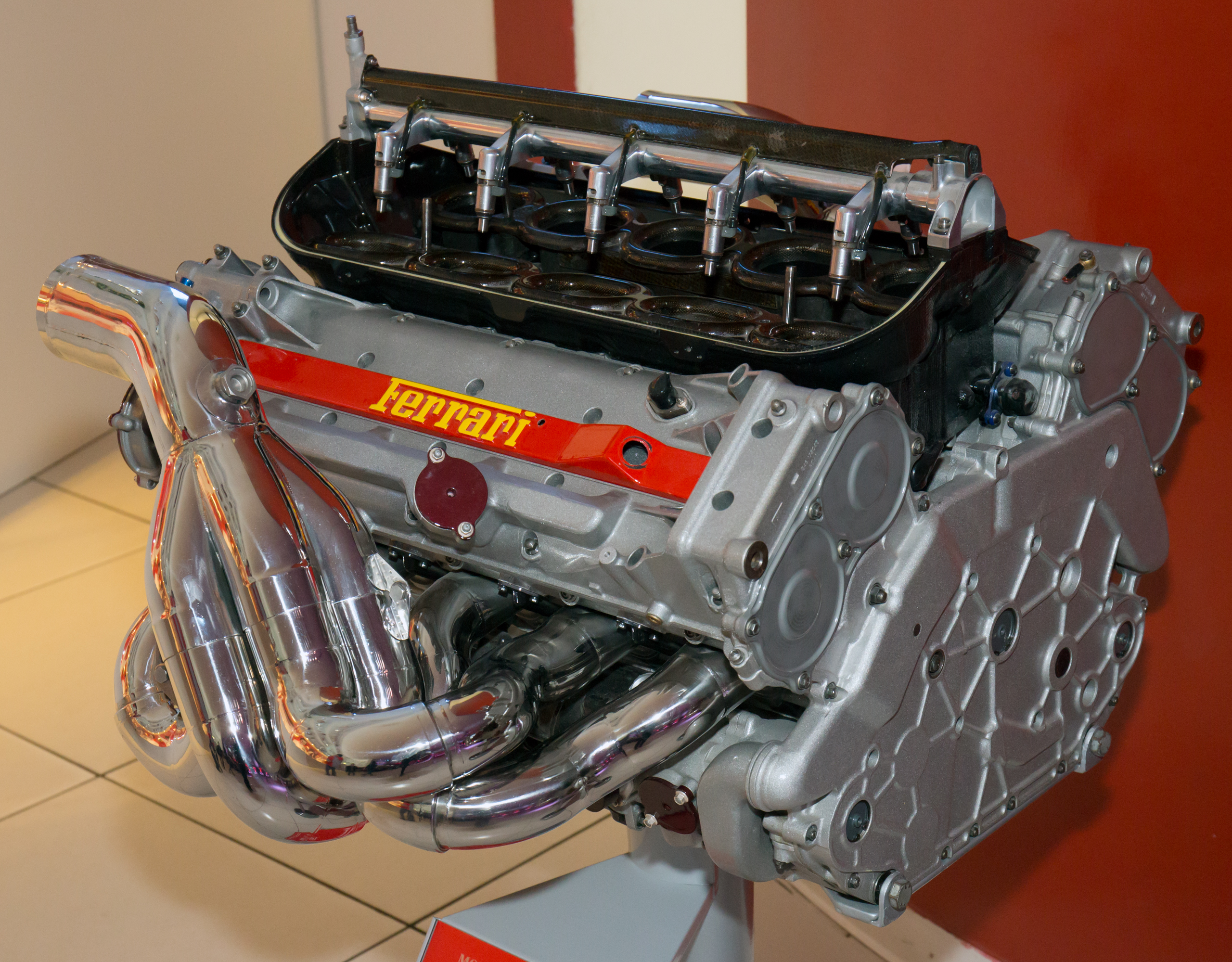
Motor (Tipo 048) des Ferrari F399

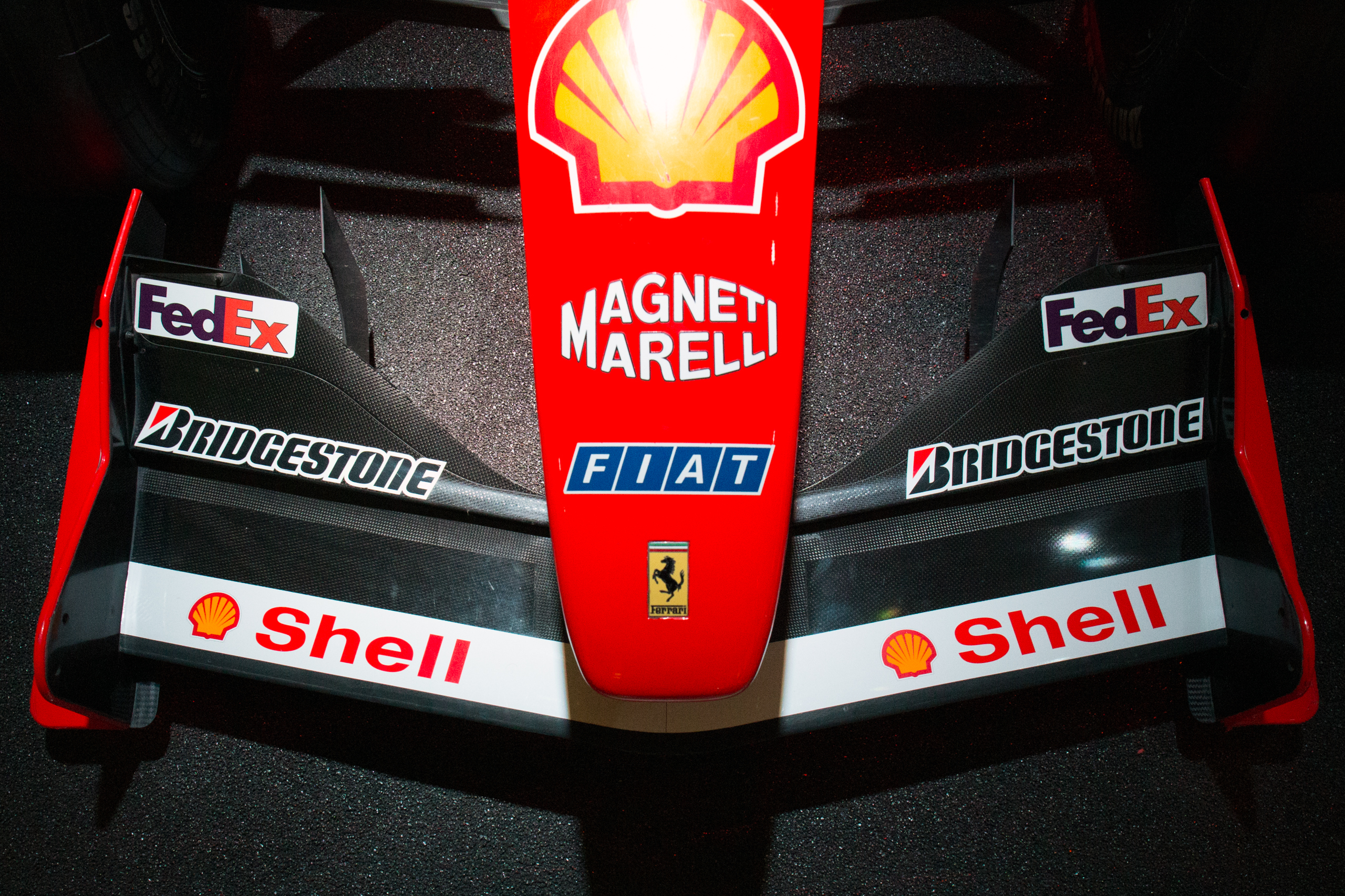
Frontflügel des Ferrari F399

Der Ferrari F399 war, wie der F300, eine Konstruktion von Rory Byrne. Laut Teamchef Jean Todt war der F399 keine Neukonstruktion, sondern eine Weiterentwicklung des F300. Der Wagen bekam einen überarbeiteten Frontflügel, eine verbesserte Auspuffanlage, aerodynamisch verbesserte Seitenkästen zwecks besserer Motorkühlung sowie einen dritten Stoßdämpfer an der vorderen Doppelquerlenkerachse. Die Heckaufhängung wurde überarbeitet und eine elektronisch gesteuerte Servolenkung installiert. Um das Fahrzeuggewicht, das im Vergleich zum Vorjahr um 20 kg reduziert werden konnte, besser zu verteilen, wurde das Cockpit etwas nach hinten versetzt. Laut dem Designer Rory Byrne galt der F399 trotz der Evolutionsstufe als neues Auto.
Der Motor, Ferrari Tipo 048, war etwas leichter und stärker als der des Vorjahresmodells, auf dem er basierte. Der V10-Saugmotor mit 80° Zylinderbankwinkel hatte 2996 cm³ Hubraum und vier Ventile pro Zylinder. Er leistete bei einer Drehzahl von 16.300/min ungefähr 580 kW (790 PS) und wog knapp 112 kg. Damit erreichte der Wagen eine Höchstgeschwindigkeit von 355 km/h. Das von Ferrari selbst entwickelte sequentielle Halbautomatikgetriebe mit elektro-hydraulischer Schaltung hatte sieben Gänge und unterschied sich kaum vom Getriebe des Vorjahres.
Im Winter hatte Ferrari den Reifenpartner gewechselt, nunmehr kamen die Reifen von Bridgestone. Den Treibstoff lieferte Shell und die elektronischen Steuerungen des Wagens lieferte Magneti Marelli.

## Renngeschichte

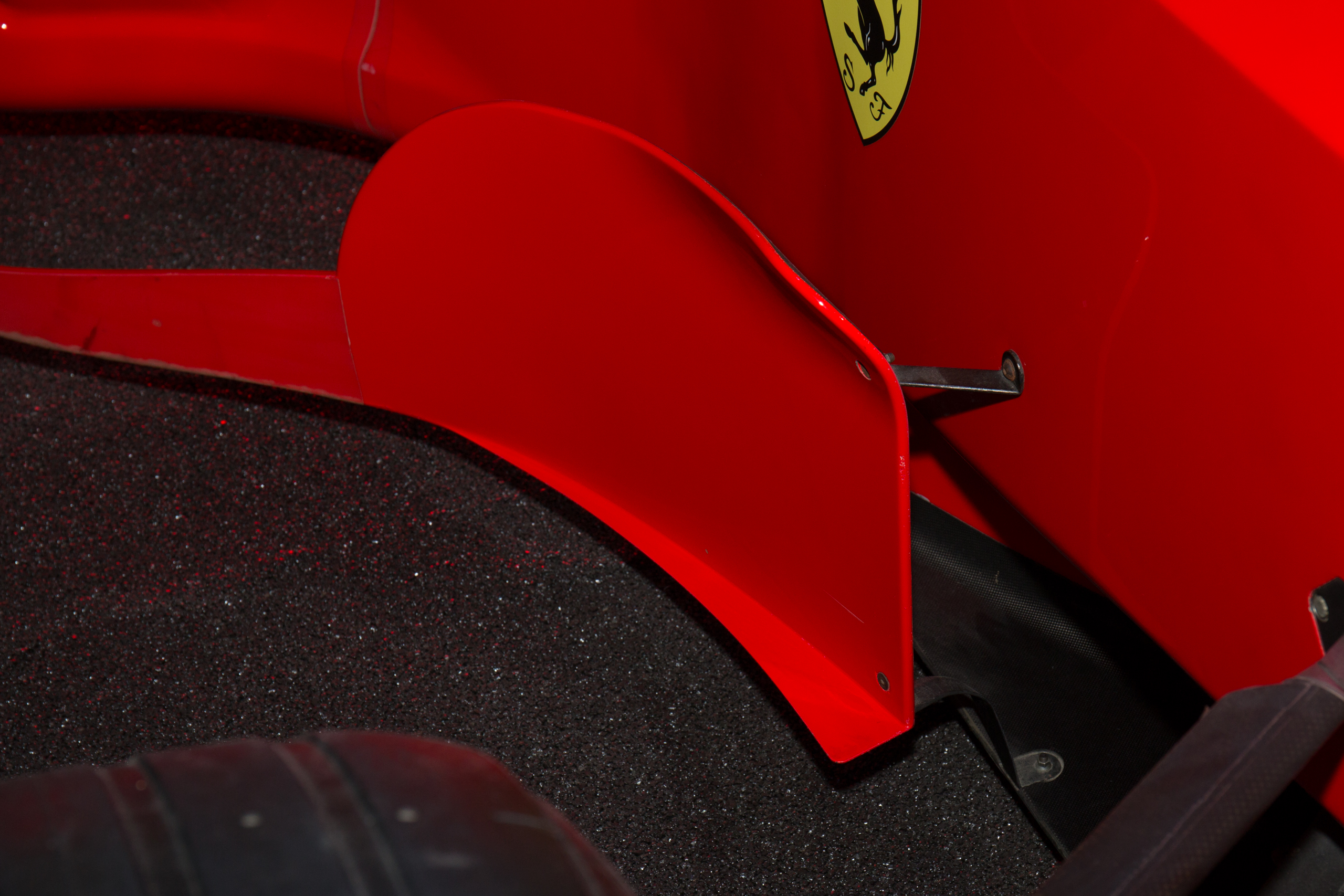
Das kontroverse seitliche Luftleitblech

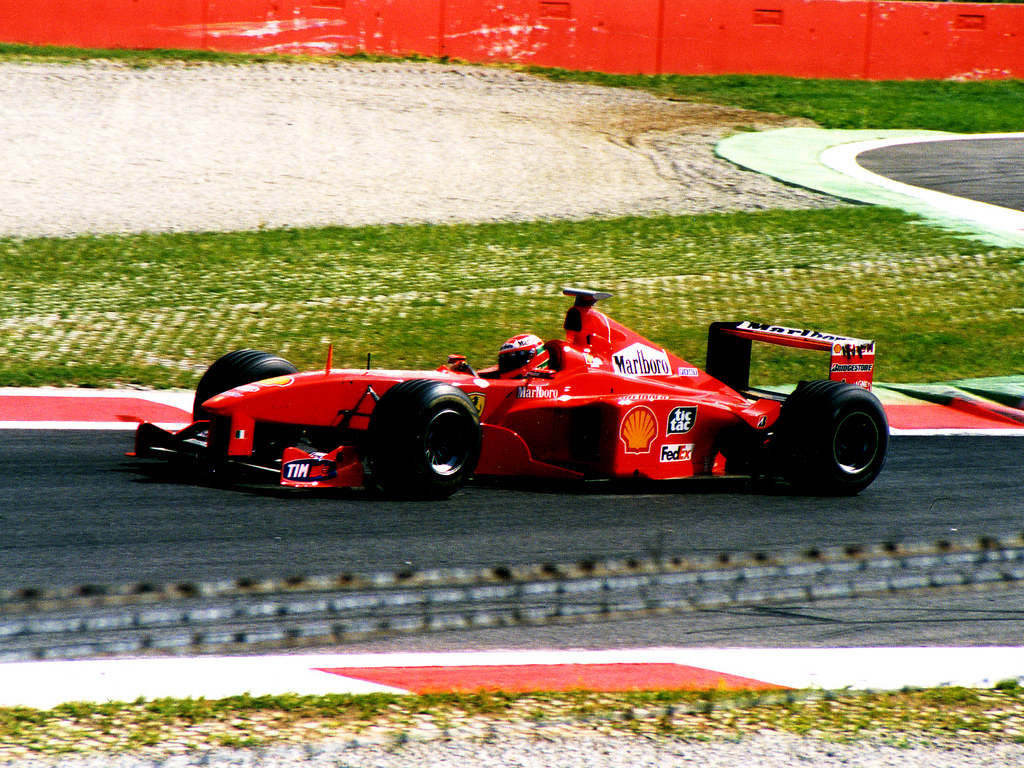
Eddie Irvine mit dem Ferrari F399 in Monza (1999)

Ferrari präsentierte ihren Wagen am 30. Januar der Öffentlichkeit. Die Saison war geprägt von Michael Schumachers schwerem Unfall beim Großen Preis von Großbritannien in Silverstone. Schumacher hatte sich ein Bein gebrochen, weshalb Mika Salo als Ersatzmann seinen Platz im Team einnahm. Dennoch hatte Ferrari bis zum letzten Rennen die Chance auf beide Weltmeistertitel. Nach dem Rennen in Malaysia wurden beide Ferrari-Fahrer disqualifiziert, nachdem die Luftleitbleche an den Seitenkästen der Ferraris von der FIA als illegal befunden wurden. Das hätte den automatischen Gewinn der Weltmeisterschaft für McLarens Mika Häkkinen bedeutet, allerdings wurde Ferraris Einspruch vor dem Saisonfinale angenommen und Irvine reiste mit 4 Punkten Vorsprung auf Mika Häkkinen zum letzten WM-Lauf nach Japan. Trotz vier Saisonsiegen musste sich Eddie Irvine nach dem Großen Preis von Japan mit dem zweiten Rang in der Fahrerweltmeisterschaft hinter Mika Häkkinen begnügen.
Mit dem F399 gewann Ferrari allerdings zum ersten Mal seit 1983 wieder die Herstellerweltmeisterschaft. Das ist einerseits den konstant guten Leistungen der Fahrer zu verdanken, vor allem aber der Zuverlässigkeit des Wagens. So schied Ferrari insgesamt vier Mal aus, zwei Mal wegen eines Unfalls sowie jeweils ein Mal wegen Motor- und Bremsversagens. 2000 wurde der F399 vom F1-2000 abgelöst, mit dem Schumacher die erste Ferrari-Fahrerweltmeisterschaft seit 1979 einfuhr.

## Lackierung und Sponsoren
Der F399 war ganz in Rot lackiert, mit schwarz-weißen Akzenten auf der Airbox sowie dem Front- und Heckflügel. Nachdem in den Vorjahren auf den Seitenkästen für Asprey und Pioneer geworben worden war, trug der F399 erstmals die Logos von Tic Tac, FedEx und Shell, die zusammen mit Marlboro weiterhin zu den Hauptsponsoren zählte. Marlboro warb auf der Airbox sowie dem Heckflügel. Am Frontflügel warben neben Shell und FedEx noch der Reifenlieferant Bridgestone sowie die Telecom Italia, auf der Nase Fiat und Magneti Marelli. Auf der Rückseite der Spiegel warb das Bekleidungsunternehmen Tommy Hilfiger.

## Fahrer
Michael Schumacher und Eddie Irvine waren wieder die Stammfahrer der Scuderia Ferrari. Luca Badoer war weiterhin Test- und Ersatzfahrer. Nach Schumachers Unfall in Silverstone übernahm Mika Salo das Cockpit von Schumacher für 6 Rennen. Ursprünglich sollte Salo die Saison für Schumacher zu Ende fahren, doch Ferrari überredete Schumacher dazu noch die letzten zwei Rennen der Saison zu bestreiten, um Eddie Irvine im Kampf um den WM-Titel zu unterstützen.

## Weitere Verwendung der Chassis
Es wurden sieben Chassis produziert, ein von Michael Schumacher verwendetes Chassis wurde im Ferrari-eigenen Museo Ferrari ausgestellt.

## Ergebnisse
| Fahrer                          | Nr.                             | 1 | 2 | 3   | 4 | 5 | 6   | 7 | 8   | 9   | 10  | 11  | 12  | 13  | 14  | 15 | 16 | Punkte | Rang |
| ------------------------------- | ------------------------------- | - | - | --- | - | - | --- | - | --- | --- | --- | --- | --- | --- | --- | -- | -- | ------ | ---- |
| Formel-1-Weltmeisterschaft 1999 | Formel-1-Weltmeisterschaft 1999 |   |   |     |   |   |     |   |     |     |     |     |     |     |     |    |    | 128    | 1.   |
| M. Schumacher                   | 03                              | 8 | 2 | 1   | 1 | 3 | DNF | 5 | DNF | INJ | INJ | INJ | INJ | INJ | INJ | 2  | 2  | 128    | 1.   |
| M. Salo                         | 03                              |   |   |     |   |   |     |   |     | 9   | 2   | 12  | 7   | 3   | DNF |    |    | 128    | 1.   |
| E. Irvine                       | 04                              | 1 | 5 | DNF | 2 | 4 | 3   | 6 | 2   | 1   | 1   | 3   | 4   | 6   | 7   | 1  | 3  | 128    | 1.   |

| Legende  | Legende            | Legende                                                          |
| Farbe    | Abkürzung          | Bedeutung                                                        |
| -------- | ------------------ | ---------------------------------------------------------------- |
| Gold     | –                  | Sieg                                                             |
| Silber   | –                  | 2. Platz                                                         |
| Bronze   | –                  | 3. Platz                                                         |
| Grün     | –                  | Platzierung in den Punkten                                       |
| Blau     | –                  | Klassifiziert außerhalb der Punkteränge                          |
| Violett  | DNF                | Rennen nicht beendet (did not finish)                            |
| Violett  | NC                 | nicht klassifiziert (not classified)                             |
| Rot      | DNQ                | nicht qualifiziert (did not qualify)                             |
| Rot      | DNPQ               | in Vorqualifikation gescheitert (did not pre-qualify)            |
| Schwarz  | DSQ                | disqualifiziert (disqualified)                                   |
| Weiß     | DNS                | nicht am Start (did not start)                                   |
| Weiß     | WD                 | zurückgezogen (withdrawn)                                        |
| Hellblau | PO                 | nur am Training teilgenommen (practiced only)                    |
| Hellblau | TD                 | Freitags-Testfahrer (test driver)                                |
| ohne     | DNP                | nicht am Training teilgenommen (did not practice)                |
| ohne     | INJ                | verletzt oder krank (injured)                                    |
| ohne     | EX                 | ausgeschlossen (excluded)                                        |
| ohne     | DNA                | nicht erschienen (did not arrive)                                |
| ohne     | C                  | Rennen abgesagt (cancelled)                                      |
| ohne     | keine WM-Teilnahme |                                                                  |
| sonstige | P/fett             | Pole-Position                                                    |
| sonstige | 1/2/3/4/5/6/7/8    | Punktplatzierung im Sprint-/Qualifikationsrennen                 |
| sonstige | SR/kursiv          | Schnellste Rennrunde                                             |
| sonstige | *                  | nicht im Ziel, aufgrund der zurückgelegten Distanz aber gewertet |
| sonstige | ()                 | Streichresultate                                                 |
| sonstige | unterstrichen      | Führender in der Gesamtwertung                                   |